# Silvio Brito
Silvio de Jesús Brito Medina (Fonseca, La Guajira, 24 de enero de 1953) es un compositor y un importante cantante de vallenato.

## Biografía
Silvio Brito, cuyos padres fueron Silvio Brito y Flor Medina, se crio entre los corregimientos de Sitionuevo y Pondorito, pasando una temporada con cada uno de sus padres, ya que se habían separado. Pasó su infancia entre las labores del campo y la escuela, así como viendo las cualidades de la voz de su padre quien a menudo asistía u organizaba parrandas en su pueblo.
Fue así como por la admiración de su padre le surge la inquietud musical a quien el vallenato conocería como la voz más clara del folclor. Silvio manifiesta que era su padre quien tenía una voz potente, clara, nítida, muy bonita, pero quienes no tuvimos la oportunidad de conocer a su padre, podemos afirmar que el hijo heredó con creces las características de la voz del padre.
En un principio, a pesar de que Silvio se reconocía con una buena voz, dudó mucho que pudiera llegar a ser alguien grande dentro de la música vallenata; él veía inmensamente grandes e inalcanzables a las figuras que en ese momento despuntaban en el concierto musical vallenato.
Las primeras andanzas en estas lides las realizó con sus compañeros de escuela con quienes acostumbraba a formar rondas de versos que califica de buenas porque con ellas disfrutaban de los acontecimientos de su entorno campesino y con los que se burlaban de sus defectos. Ya con el tiempo a Silvio se le ocurrió conformar una agrupación teniendo en cuenta que todos sus compañeros eran hijos de músicos o tenían algún vínculo con músicos, y entre ellos había guitarristas, acordeoneros, compositores, verseadores con los que fácilmente formaban parrandas verdaderamente completas.

## Trayectoria
Al formalizarse la idea, comenzaron a fabricar sus propios instrumentos musicales guiados por el guitarrista Joaquín Brito, pero faltaba el acordeón para Enrique Álvarez Gámez que lo ejecutaba primitivamente. Ante la falta del instrumento principal se ofreció Víctor Pantoja para conseguir el dinero y así lo hizo, producto de la venta a escondidas de una vaca del hato de su papá; con ese dinero fue enviado Silvio a Valledupar para comprar el acordeón de dos teclados en el almacén El Buldózer, acordeón que aunque no muy completo era usado aún por algunos profesionales de esa época.
El rústico grupo musical comenzó sus ensayos constantes de las canciones más sonadas de la época, y cuando ya interpretaban con propiedad La Charanga Campesina de Calixto Ochoa, Silvio Brito padre conceptuó que el grupo ya estaba listo para sacarlo a la palestra, y lo promocionaba en sus parrandas, sobre todo en las que hacía en una ranchería indígena llamada El Ceibal, que aún hoy existe en jurisdicción de Distracción.
Debido a que a Fonseca llegaban agrupaciones musicales vallenatas y tropicales de renombre, a Silvio Brito le gustaba ir a verlas y con las visitas a la población se fue integrando a parrandas donde conoció a personas que se hicieron sus amigos, como Jesús Torres, Enrique Molina, Heriberto Bermúdez, José Hilario Gómez, y uno con los que se hizo gran amistad en primera instancia fue Jesús Peñaranda que era baterista en esa época. En medio de esas parrandas Silvio entonaba una canción que había compuesto llamada “El Solitario” a Jesús Torres le gustó y le pidió que la grabara; él aceptó y grabó la canción. Por ahí Silvio Brito fue tomando fuerza ya como compositor y va madurando un poco y es entonces cuando piensa que debe hacerle una canción a su papá porque todo lo que hacía se originaba por lo que había visto en él. Entonces pensó en una canción y la hizo, a la que tituló “El Heredero”.
En ese momento pensando en grande se fue a vivir a Fonseca, se fue a aventurar a Fonseca, pero ya se conocía con Jesús, con otros muchachos y siendo Fonseca un pueblo de muchas parrandas, con José Hilario Gómez al menos todos los sábados ensayábamos el disco que íbamos a grabar y que solo hasta ahora solo se pudo hacer. Después de todas estas andanzas Jesús Torres le brindó la primera oportunidad de conformar un conjunto. Ya después de estas andanzas y siendo corista del conjunto de Jesús Torres fueron a Medellín con Álvaro Tovar Vergara y grabaron dos discos en los que yo fue corista, uno lo grabó José Hilario Gómez y el otro Jesús Torres, y además en el de Jesús grabó dos canciones como solista.
A partir de ese entonces se empieza a decir que Silvio Brito y su voz pueden llegar a ser éxito musical y ya lo había dicho Freddy Molina en La Junta, que junto con otros dos personajes, los tres ya desaparecidos, conformaron un jurado de lujo en ese festival: Enrique Urbina Pinto, María Mónica Urbina, Freddy Molina y Octavio Daza.
Pasado un tiempo, regresaron a Fonseca unos amigos de Silvio que estudiaban en Bogotá, entre ellos José Zárate, Rodrigo Vélez, Pacho Vélez, Rodrigo Corzo y le hicieron una oferta para irse con ellos a Bogotá. Silvio tenía ganas de seguir experimentando con la música porque pensaba ubicarse, quería ser alguien, pensando en el futuro. Se fue para Bogotá y allá estuvo tres años con ellos, pero cantando; allá consiguieron unos buenos clientes: los dueños de El Tiempo, ellos tenían actividades sociales con frecuencia y les fue muy bien con ellos, con Guillermo Santos sobre todo que era el más amigo de todos. El los llevaba a los cumpleaños, cuando regresaba alguien de la familia de viaje por Estados Unidos los llevaban para que los recibiéramos y tocáramos vallenatos.
Pero la intención se Silvio era estudiar, terminar bachillerato y seguir una carrera y fue así como ubicó a Aníbal Martínez Zuleta que ejercía como contralor general de la nación, quien con su buena intención, ofreció diligenciarle un trabajo, pero Silvio le pidió ayuda más bien para terminar sus estudios, por lo que le pidió que consiguiera documentación para tal fin. Debió regresar a Fonseca a tramitar toda esa documentación cuando se presentó en su casa es señor Agustín Meriño a ofrecerle ser la voz del conjunto de los Hermanos Meriño. En ese momento ya se sentía como con fuerzas, pero también quería hacerlo con un buen grupo y los Hermanos Meriño eran un grupo muy bueno en esa época, en el año 1977.
Después de ese primer buen trabajo discográfico se encuentra en una parranda con Rafael Escalona, Jaime Molina, Poncho Cotes, Leandro Díaz y otros personajes del folclor vallenato, quienes se ofrecieron a ser sus padrinos musicales con el compromiso de trasladarse a vivir a Valledupar. Al tratar el asunto con Osmel Meriño no hubo un acuerdo claro sobre el asunto, lo que al cabo del tiempo dio al traste con la unión, ya que lograron grabar el segundo disco.
Silvio Brito decidió hacer la promoción del segundo disco en Barranquilla con unos amigos locutores y algunos periodistas, entre ellos José Orellano, El Caballo Castillo, y así fue conquistando amigos de los medios; allá se encontró allá con Ricardo Obando el representante de la agrupación, a quien acompañó hasta la Universidad Libre y por casualidad conoció al doctor Mariano Canedo quien en esa época era el mentor del Binomio de Oro, quien de inmediato manifestó interés por conocer y tratar a Silvio Brito. Luego de los contactos iniciales le presentó al Pangue Maestre, un niño, todavía no había cumplido dieciséis años y le hicieron la propuesta de conformar agrupación con él. Silvio lo dudaba porque lo veía muy niño, no lo había escuchado tocar, no lo conocía. Al fin se programó una parranda y Silvio lo oyó tocar muy bien, manejaba todos los estilos, tocaba vallenatos, tocaba románticos, y le pareció interesante. Superado todos los temores relacionados con la edad y experiencia y de una semana de parrandas en Barranquilla se consolidó la unión, y aún con el segundo disco en promoción se conoció la noticia de la separación con los Meriño y la nueva unión con El Pangue Maestre. Lenín Bueno Suárez , que era un drogadicto y mal hablado, tenía un programa en Barranquilla que se llamaba “La Cuchilla Vallenata” fue uno de los mayores críticos de Silvio en esa época, pero finalmente pudo aceptar que la nueva unión fue igual o mejor de exitosa que la primera.
Nuevamente hay unión con El Pangue Maestre y se producen dos trabajos que dejaron nuevos éxitos en el espectro musical del vallenato, entre los que recordamos Adiós Amor, Dame Tu Amor, El Ofendido Soy Yo, No Puedo Olvidarte, No Quiero Hacerte Daño, y los reencauches de Dónde Andará, Fidelina y La Negra Celina.

## Discografía
Siguen seis años de unión con Osmel Meriño, primer compañero de fórmula, en una relación más madura, en donde Silvio pudo cristalizar uno de sus sueños como fue interpretar una canción llanera que le gustan tanto que le hacen recordar sus tiempos de niño campesino, y de donde se pudo deleitar el público amante del vallenato con interpretaciones como Carmentea y Ay, mi llanura, Volvamos A Querernos, Volví A Enamorarme, El Olvidado No Soy Yo, Sobre Mi Vida Y La Tuya, Así Es Mejor, De Un Diamante A Un Rubí, Tú Eres El Amor, A Mis Hijos Por Qué, Mosaicos Costeños, Devuélveme La Vida.

### Álbumes
| - Jesús Torres y sus provicianos (1974) - Amor eterno (1976) - El nuevo poder vallenato (1977) - Horizonte (1978) - Dominando el panorama (1979) - Esto se respecta (1980) - Camino alegre (1982) - Los consentidos (1982) - Somos diferentes (1983) - Vivo cantando (1984) - Linda costeña (1985) - La diosa coronada (1986) - De nuevo los consentidos (1987) | - Silvio y el pangue (1988) - Oscuro y claro (1989) - Apaga la luz (1990) - Nadie nos puede vencer (1991) - Un mundo nuevo (1992) - El amor es así (1994) - Tiempos de gloria (1995) - Así es mejor (1996) - Por siempre (1998) - Con más sentimiento (2001) - Los insuperables (2005) - Rompiendo esquemas (2006) - Otra dimensión del vallenato (2010) |